# Margarita Mainé
Margarita Maine (Ingeniero Maschwitz, Buenos Aires, 1960) es una docente y escritora argentina dedicada a la literatura infantil y juvenil. Escribe además libros de texto.

## Carrera
Mainé expresó haberse sentido muy atraída por los libros durante su niñez.

...yo ni siquiera fui al Jardín de Infantes, porque vivía en Ingeniero Maschwitz, y no había Jardín allí. Empecé en Primer Grado, ahí fue mi primer encuentro con los libros, de la mano de una maestra que tuve que se llamaba Nilda y que venía con una valija llena de cuentos. Ella nos prestaba esos libros, que además de ser libros, eran los de la maestra... Ahí fue mi primer enamoramiento; después sí leí muchos cuentos de hadas, que fueron mis primeras lecturas, leí también todos los de Mujercitas. Y a partir de entonces ya no paré, leía lo que venía: cosas buenas, cosas mediocres.

En 1981 se recibió de Profesora Nacional de Educación Preescolar por el Instituto Nacional del Profesorado Sara C. de Eccleston. Realizó trabajo docente con niños hipoacúsicos y fue maestra preescolar y de primer grado durante quince años.
Más adelante se desempeñó como coordinadora de nivel inicial en el colegio Buenos Aires School, en Villa del Parque. Esta labor docente motivó su incursión en la literatura infantil, cuando comenzó a inventar historias que contaba oralmente a sus alumnos. Realizó además un taller sobre literatura infantil en la Sociedad Argentina de Escritores, dictado por Ana María Ramb. Dicta talleres literarios y creativos. Su motivación e inspiración para la escritura surge de las actividades de los niños en la escuela donde trabajaba.
Es autora de la colección Días de... , compuesta por siete historias, que se convirtió en un fenómeno editorial de ventas en el mercado de la literatura infantil y juvenil de 2021.
Vive en la ciudad de Buenos Aires, con su marido y sus tres hijos.

## Obras
- Mi amor está verde. Colección Pajarito remendado. Editorial Colihue, 1991
- Cartas a un gnomo. Colección Pan Flauta de Editorial Sudamericana, 1994 (séptima edición).
- Me duele la lengua. Colección Tren azul de la Editorial Edebé de Barcelona. (cuarta edición)
- Una montaña para Pancho. Colección Tren azul de la Editorial Edebé de Barcelona (cuarta edición).
- Integrareas para el Primer Ciclo de EGB en la Editorial Puerto de Palos.
- Un gran resfrío. Colección “Los caminadores” de Editorial Sudamericana.
- Bambá, libro de actividades para la Sala de 5 en coautoría con Patricia Morenza y Nora Hilb. (séptima edición)
- Lastima que estaba muerto. Editorial Norma
- Cuentos para salir al recreo. Editorial El Ateneo.(actualmente editado por Norma)
- Colección “Las historias de Lucía y Nicolás”. Editorial Planeta Junior.(12 libros)
- El caballo alado. Libro de cuentos en Colección Pan flauta de Editorial Sudamericana.
- El origen del Fuego, en coautoría con Héctor Barreiro en la Colección Cuentamérica de Editorial Sudamericana
- Bambá ¿adonde vas? Editorial Aique.
- Un mar muy mojado. Colección Cuentos de cuatro colores de Editorial Sudamericana
- La Familia López. Colección Torre de papel de Editiorial Norma
- Los juegos del Ayer. Editorial Biblos (en coautoría con Héctor Barreiro)
- Un incendio desastroso. Editorial Norma, 2004
- Lluvia de plata y otras noticias. Editorial Sudamericana, 2004
- Cuentos de osos. Colección de Editorial Destino- Planeta. (cuatro títulos) 2004
- Las Lecturas de Manú. Libros de lectura para Primer Ciclo de EGB, 2005.
- Cuentos para salir al recreo (reedición). Colección Torre de papel. Editorial Norma, 2006
- El (H)ijo la libertad. Colección Zona Libre. Editorial Norma, 2006
- El lápiz Mágico de Bruno. Editorial Edebé, 2006
- ¿Un hermanito? Editorial Edebé. Barcelona, 2006
- Mateo y la luna. Editorial Planeta, 2006
- Mateo y la lluvia. Editorial Planeta, 2006
- Mancha. Libros de actividades para la sala de 3 y 4 años del nivel inicial. Editorial Hola Chicos.
- Enciclopedia Preescolar. La Valijita. Editorial Atlántida. (8 títulos), 2006
- Mateo y los monstruos. Editorial Planeta, 2007
- Mateo en el jardín. Editorial Planeta, 2007
- ¡Gol! Editorial Comunicarte, 2007
- Pio. Colección para bebés. Editorial Planeta, 2007
- Un día animal. Colección Caminadores. Editorial Sudamericana
- El jardín de Mora. Libro de actividades para la sala de 5. Editorial Aique, 2008
- Betina y yo. Editorial Norma, 2008
- La Valijita Viajera. Colección de 12 libros, 2008
- La Vuelta al mundo con la Valijita. Colección de 12 libros, 2009
- La muñeca de Elena. Editorial Hola Chicos, 2009
- Marcos Terremoto. Editorial Hola Chicos, 2009
- Leonardo espera . Editorial Hola Chicos, 2009
- Tomás está con Sueño. Editorial Urano, 2010
- Los cuentos de Osonejo. (6 libros) Editorial Urano, 2010
- El príncipe caprichoso. Editorial Planeta, 2011
- Ñufo. (4 libros) Editorial Urano, 2011
- Sociedad Animal. Editorial Urano, 2011
- A Emilio le gustan los arlequines. Editorial Arte a Babor, 2011
- La plaza es de los héroes. Editorial Edebé, 2011
- El Mejor del Mundo. Colección “Cuentos con mayúsculas” Editorial Hola Chicos, 2012
- La inquieta corona. Colección “Cuentos con mayúsculas” Editorial Hola Chicos, 2012
- Sapo y princesa. Colección Latramaquetrama. Editorial Aique, 2012
- Malku y los cabritos. Editorial Norma. 2014
- Cuentos del mundo. Europa. Editorial Hola Chicos, 2015
- El príncipe caprichoso. Editorial Planeta Lector, 2017
- El secreto de la cúpula. Editorial Norma, 2017
- Cuentos del mundo. África. Editorial Hola Chicos, 2018
- Cuentos del mundo. Asia. Editorial Hola Chicos, 2019
- A Leonardo le gusta su tiempo. Editorial Arte a babor, 2019
- La malapalabra. Editorial Lea, 2020
- Soy Manuel . Editorial Norma, 2020
- Cartas a un gnomo (reedición), 2021
- Me duele la lengua (reedición) Editorial AZ, 2021
- El secreto del abuelo. Editorial Norma, 2022
- Conocer el mar. Editorial Gerbera, 2022
- Changuitos. Editorial Edelvives, 2022
- El país de Malku. Editorial Norma, 2023
- Espantosos rugidos. Editorial Alfaguara, 2023
- Sopa y Queso. Editorial Letra Impresa, 2023

#### Sagas
- Quiero ser Pérez. Editorial Hola Chicos, 2010
- Todavía quiero ser Pérez. Editorial Hola Chicos
- Ahora yo soy Pérez. Editorial Hola Chicos
- Días de playa. Editorial Hola Chicos, 2009
- Días de campo. Editorial Hola Chicos, 2010
- Días de Pesca. Editorial Hola Chicos, 2011
- Días de montaña. Editorial Hola Chicos, 2013
- Días de campamento. Editorial Hola Chicos, 2015
- Días de escuela. Editorial Hola Chicos, 2019
- Días en casa. Editorial Hola Chicos, 2022
- Días de abuelas. Editorial Hola Chicos, 2023
- Puki, un cachorro desobediente. (reedición) Editorial Hola Chicos, 2022
- Puki, un perro insoportable. (reedición) Editorial Hola Chicos, 2022
- Puki, un perronauta. (reedición) Editorial Hola Chicos, 2022
- Puki, un perro sabelotodo. (reedición) Editorial Hola Chicos, 2022
- Alicia y Peter. Editorial Planeta Lector, 2022
- Alicia miente. Editorial Planeta Lector, 2023

## Premios
- 1990 - Tercer Premio en el Concurso Nacional Docente de Cuentos Infantiles "Francisco Isauro Arancibia" por el cuento Mi amor está verde.
- 1993 - Segundo premio en el Concurso Docente de Cuentos para Niños "Crónicas de la Escuela" por el cuento Peligro debajo del banco.
- 2006-2015 - Finalista del Concurso Norma-Fundalectura del hijo de la libertad con la novela para adolescentes.[3]